# Canettemont
Canettemont település Franciaországban, Pas-de-Calais megyében. Lakosainak száma 68 fő (2022. január 1.). Canettemont Houvin-Houvigneul, Rebreuve-sur-Canche és Rebreuviette községekkel határos.

## Népesség
A település népességének változása:
| Lakosok száma | 70   | 69   | 71   | 70   | 70   | 71   | 71   | 69   | 68   |
|               | 2013 | 2015 | 2016 | 2017 | 2018 | 2019 | 2020 | 2021 | 2022 |